# Bertoldo, Bertoldino e Cacasenno (opera)
Bertoldo, Bertoldino e Cacasenno è un'opera di Vincenzo Legrenzio Ciampi, su libretto di Carlo Goldoni. La prima rappresentazione avvenne al Teatro San Moisè di Venezia il 26 dicembre 1748.
Il 9 novembre 1753 ha la prima come Bertoldo in corte all'Académie Royale de Musique di Parigi.

## Trama
Nel Medioevo a Verona il contadino rozzo e astuto Bertoldo entra a corte del re Alboino come giullare e consigliere. Dopo un po' di tempo l'uomo insieme a Bertoldino, il suo figlio sciocco e incapace e a Cacasenno, suo nipote, figlio di Bertoldino, anch'egli ottuso, ma con più senno del padre, cerca di impedire le nozze della figlia del re con un nobile cialtrone straniero. Infatti la ragazza è innamorata di un semplice poeta e i tre contadini faranno di tutto per salvare la situazione tra burle e rocambolesche avventure.